# Terremoto de Pompeya de 62
El terremoto de Pompeya del año 62 fue un seísmo que tuvo lugar el 5 de febrero del año 62, con epicentro en la zona del monte Vesubio, más concretamente en la ciudad de Estabia. Tuvo una magnitud estimada de 5 y 6 y una intensidad máxima de XI o X en la escala de intensidad de Mercalli. Las ciudades de Pompeya y Herculano fueron severamente dañadas. El terremoto podría haber sido un precedente de la erupción del monte Vesubio de 79, que destruyó ambas localidades. El filósofo y dramaturgo Séneca escribió una crónica sobre el acontecimiento en el sexto libro de sus Naturales quaestiones, titulado De Terrae Motu (Relativo a los terremotos).

## Contexto geológico

Situación de Italia entre la placa tectónica africana y la euroasiática.

El epicentro del terremoto se situó en una zona de falla extensional activa, cercana al flanco sur del Vesubio, en el área de Estabia. El análisis de los mecanismos focales de la zona de los alrededores del Vesubio indica que la falla activa del área implica fallas normales de desplazamiento oblicuo tendiendo a noroeste-sureste y noreste-suroeste, fallas de tendencia normal este-oeste, y parte de la zona de extensión activa que se distribuye a lo largo de la cadena montañosa de los Apeninos, asociada con la apertura continua del mar Tirreno. Se ha propuesto la existencia de una relación entre los seísmos en los Apeninos centrales y las erupciones del Vesubio, pero este hecho todavía no ha sido demostrado.

## Características
El alcance de los daños se ha empleado para estimar la magnitud del terremoto. Los cálculos se sitúan en un rango de entre 5 a 6.1. La intensidad máxima se calcula que fue de IX a X, y el área de máxima intensidad se situó en el eje ONO–ESE. Los temblores continuaron durante varios días, probablemente debidos a una serie de réplicas. La profundidad del hipocentro se estimó en 5 o 6 kilómetros.

## Daños y consecuencias

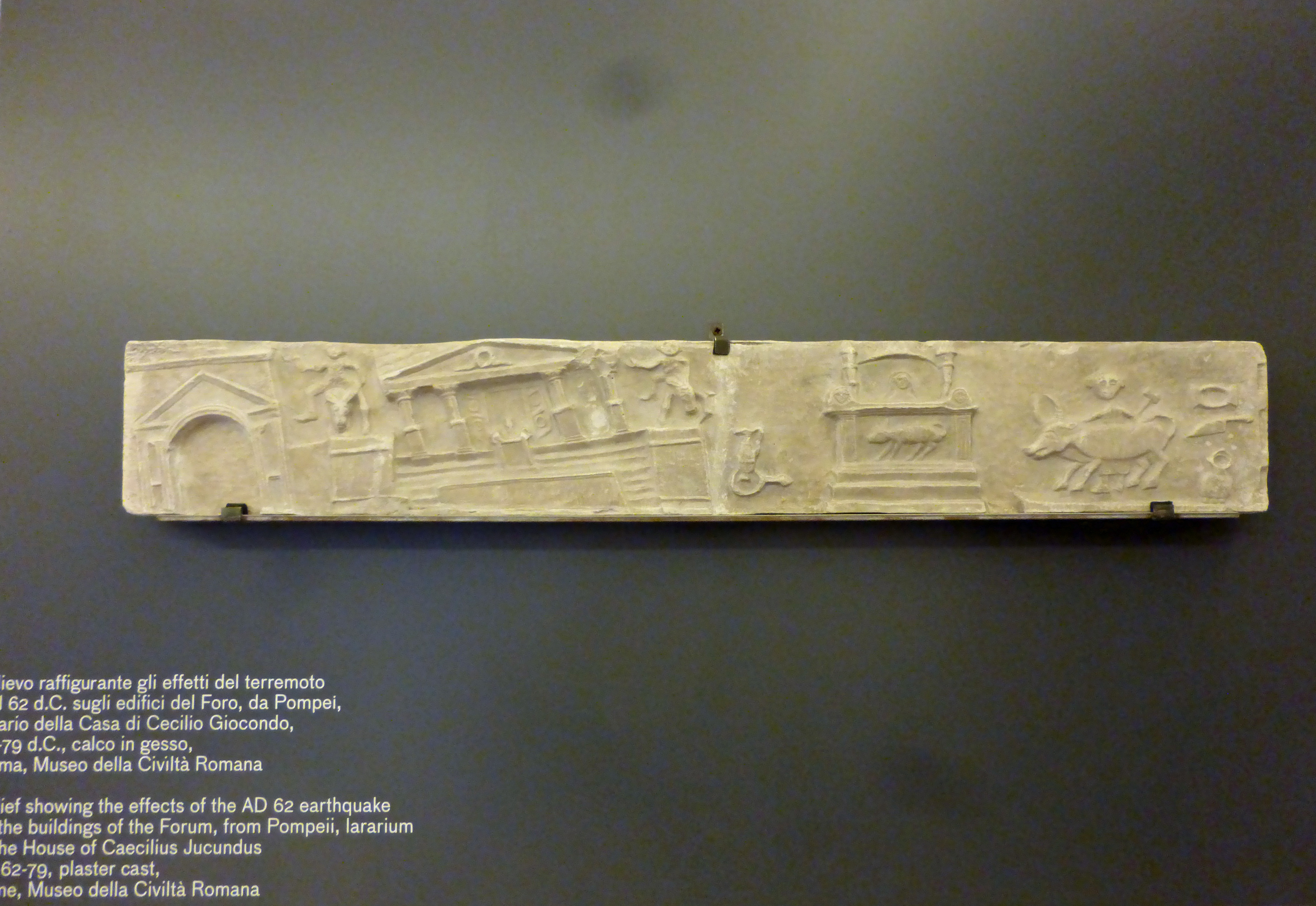
bajorrelieve que muestra los efectos del terremoto del 62 en los edificios del foro de Pompeya. Lararium de la casa de Lucio Cecilio Jucundo, molde en yeso, Museo de la Civilización Romana, Roma.

Las ciudades de Pompeya y Herculano fueron las que sufrieron los mayores daños, mientras que en Nápoles y Nocera se registraron también desperfectos en algunos edificios. Hubo numerosos colapsos, como así lo atestiguan las excavaciones arqueológicas. Las consecuencias de la sacudida principal y los temblores posteriores fueron en gran parte reparados en Pompeya y Herculano antes de la erupción del año 79, aunque algunos edificios todavía permanecían deshabitados y en fase de reconstrucción o presentaban signos de reparaciones recientes. En la casa de Lucio Cecilio Jocundo en Pompeya se encontraron un par de bajorrelieves, probablemente pertenecientes al lararium de la vivienda, que se consideran un testimonio de los efectos del terremoto. Reproducen los edificios del Templo de Júpiter, el foro y Puerta Vesubio tras los daños sufridos por el mismo.
El terremoto permitió al filósofo, dramaturgo y hombre de estado romano Séneca el Joven dedicar el sexto libro de sus Naturales quaestiones al tema de los seísmos, describiendo el evento del 5 de febrero y atribuyendo la causa de los mismos al movimiento del aire. Séneca también documentó la muerte de un rebaño de 600 ovejas que atribuyó a los efectos de los gases tóxicos.

He sabido, admirado Lucilio, que Pompeya, la abarrotada ciudad de la Campania situada allí donde confluyen por una parte las costas de Sorrento y de Estabia, por otra las de Herculano, y rodeada por un agradable golfo de mar que desde allí se retrae, ha colapsado tras un terremoto que ha causado daños en toda la zona circundante [...] y ha quedado asolada con ruinas considerables la Campania, nunca a salvo de tal calamidad, mas hasta ahora indemne, aunque tantas veces afectada por el miedo.
Séneca, Naturales Quaestiones, libro VI.